# Felipe II de Francia
Felipe II de Francia, llamado "El Augusto" (Gonesse, 21 de agosto de 1165-Mantes-la-Jolie, 14 de julio de 1223), fue el séptimo rey de la dinastía de los Capetos, hijo y heredero de Luis VII de Francia el Joven y de Adela de Champaña. Ocupó el trono de Francia entre los años 1180 y 1223.
Felipe Augusto es uno de los monarcas más admirados y estudiados de la Francia medieval no solo en razón a su largo reinado, sino también por sus importantes victorias militares y, sobre todo, por el desarrollo de los proyectos llevados a cabo para asegurar el poder real frente a los grandes señores feudales. También destaca por ser el primer monarca en usar el título de "Rey de Francia" (Rex Franciae), sustituyendo permanentemente el título de "Rey de los francos" (Rex Francorum). Así, desde 1205, el reino pasó a ser conocido como el "Reino de Francia" (Regnum Franciae).

## Comienzos del reinado (1179-1189)

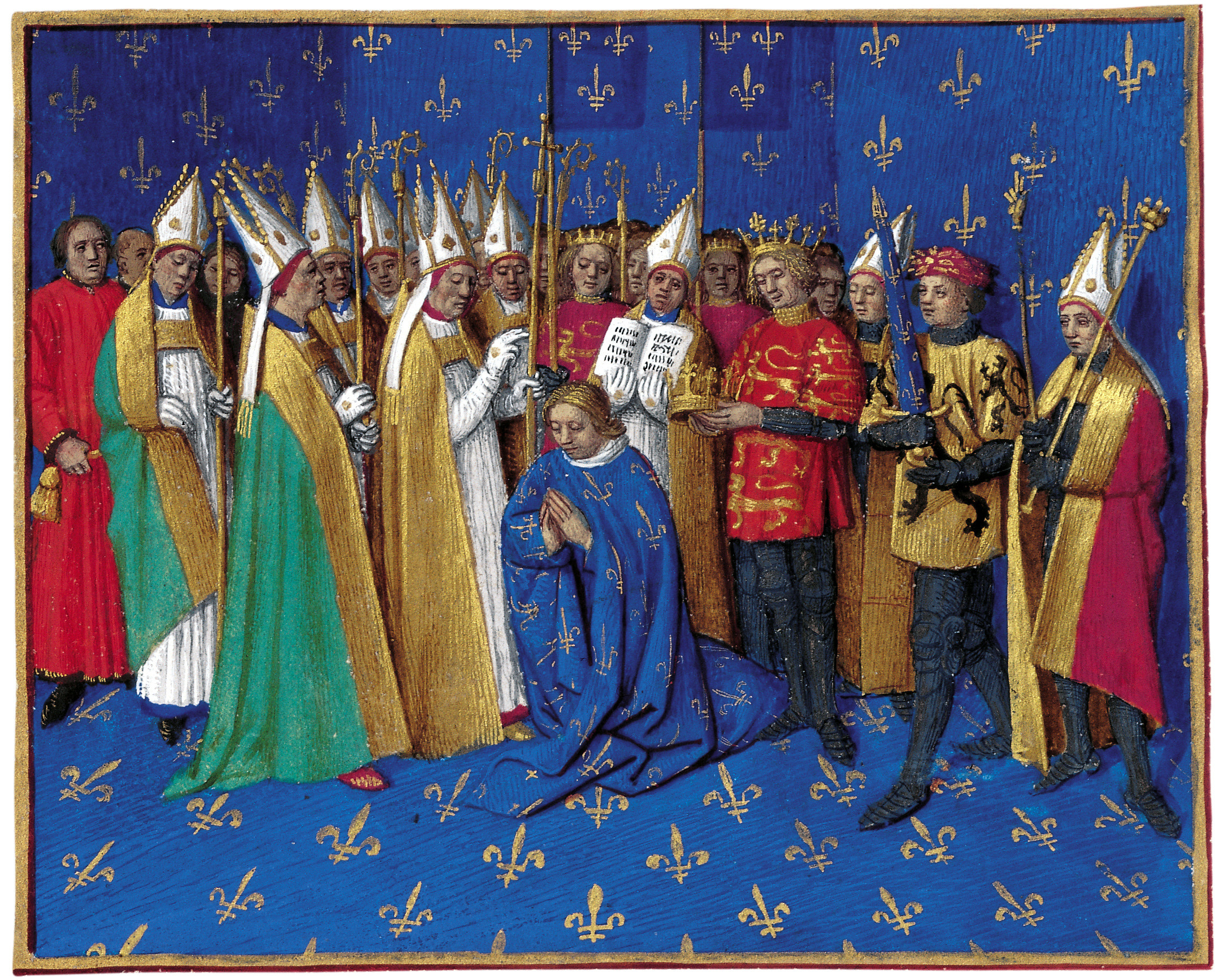
Coronación de Felipe II Augusto.

El nacimiento de Felipe Augusto en 1165 fue acogido como un milagro por la familia real. Luis VII esperó cerca de treinta años un heredero y fue su tercera esposa, Adela de Champaña, la que le dio el hijo tan esperado. Una espera que le valió a Felipe II el sobrenombre de Dieudonné (de Dios donado).

### Consagración
Felipe II fue consagrado como rex designatus a los 14 años, en 1179. La ceremonia de la consagración, no obstante, tuvo que aplazarse: víctima de un accidente de caza, la vida del joven príncipe estaba en peligro. Tal gravedad fue motivo suficiente como para que Luis VII se desplazase, pese a lo delicado de su salud, a descansar sobre la tumba de Tomás Becket, el arzobispo de Canterbury muerto en 1170. Felipe Augusto fue consagrado, finalmente, en Reims por su tío el arzobispo Guillermo de Blois el 1 de noviembre de 1179. Luis VII, su padre, murió el 18 de septiembre de 1180. Felipe Augusto, rey de Francia, tenía sólo quince años.
Una de las primeras decisiones que tomó Felipe Augusto fue la de expulsar, en abril de 1182, a los judíos y confiscar todos sus bienes, una decisión que rompía con la protección acordada por Luis VII. El motivo oficial designaba a los judíos como responsables de diversas calamidades, pero el motivo real era el de reforzar, sobre todo, a las cajas reales, una decisión sin duda temeraria al comienzo de su reinado. Estas medidas no duraron mucho: la interdicción del territorio, por entonces difícil de hacer respetar, terminó en 1198 y la actitud conciliadora de Luis VII volvió a imponerse como norma.

### Rivalidades de poder
Consciente de la debilidad del poder real, Felipe Augusto supo ponerse rápidamente a la altura de las circunstancias. Su matrimonio con Isabel de Henao en 1180 le aportó como dote el Artois y, en junio de ese mismo año, tres meses antes de la muerte de su padre, firmó el tratado de Gisors con Enrique II de Inglaterra. Dos acontecimientos que vinieron a reforzar la posición del joven rey frente a las casas de Flandes y de Champaña.
En 1181, el conflicto con los barones acaudillados por Felipe de Alsacia, conde de Flandes, se reavivó. Felipe Augusto consiguió paralizar sus pretensiones rompiendo las alianzas que mantenía con el duque de Brabante y con el arzobispo de Colonia. En julio de 1185, el tratado de Boves confirmó al rey la posesión de Vermandois, Artois y Amiénois.
Los Plantagenet eran otra de las mayores preocupaciones de Felipe Augusto. Las posesiones de Enrique II de Inglaterra y duque de Anjou comprendían Normandía, Vexin y Bretaña. Tras dos años de guerrear (1186-1188), la situación no terminaba de definirse. Felipe II intentó aprovecharse de la rivalidad existente entre los dos hijos del rey de Inglaterra: Ricardo Corazón de León, con el que se había aliado, y Juan sin Tierra. Finalmente, se negoció una paz de statu quo cuando el papa Gregorio VIII llamó a las cruzadas tras la toma de Jerusalén por parte de Saladino en 1187. La muerte de Enrique II en julio de 1189 cerró este episodio. La partida hacia Tierra Santa era prioritaria.

## La tercera Cruzada y la rivalidad con Ricardo I de Inglaterra (1190-1199)

### La cruzada
Felipe Augusto y Ricardo partieron juntos para la Tercera Cruzada con la mayor parte de los barones de Francia. Felipe desde Génova y Ricardo desde Marsella embarcaron cuando finalizaba el verano de 1190, fueron sorprendidos por las temporales invernales del Mediterráneo y tuvieron que detenerse durante varios meses en Mesina, Sicilia. Allí, la rivalidad latente entre ambos reyes se hizo patente con motivo de los proyectos matrimoniales de Ricardo, que rompió su promesa de matrimonio con Alix, hermanastra de Felipe, para comprometerse con Berenguela de Navarra. Felipe Augusto abandonó Mesina en cuanto pudo, el 30 de marzo de 1191.
Felipe Augusto llegó a Acre el 20 de abril de 1191 y participó en el asedio de la ciudad en manos de los musulmanes. Ricardo llegó en junio tras pasar por Chipre; el refuerzo inglés fue bien recibido pero las querellas entre ambos reyes surgieron de inmediato. Para agravar la situación, los dos se vieron afectados por la alopecia: atacados por altísimas fiebres perdieron los cabellos y las uñas. Felipe Augusto perdió también la visión de uno de sus ojos. A pesar de todo, las operaciones militares continuaron. Los franceses consiguieron atravesar por primera vez los muros de Acre el 3 de julio, pero sin éxito alguno; después fracasaron también los ingleses. Debilitados, los asediados capitularon el 12 de julio de 1191.
La cruzada acababa de empezar, pero Felipe decidió abandonarla. La muerte del conde de Flandes el 1 de junio de 1191 tras el asedio (que Felipe acababa de conocer) fue el motivo principal de su marcha, ya que la misma reabrió el problema de la sucesión flamenca. En el camino de vuelta, Felipe se detuvo en Roma, donde el Papa le autorizó a dejar la cruzada. El rey entró en París el 27 de diciembre de 1191. La crónica de ese viaje entre Roma y París es uno de los testimonios que se conservan de las vías romeas medievales.

### La sucesión flamenca
Esta fue la primera preocupación de Felipe Augusto a su retorno de las cruzadas. La muerte del conde de Flandes sin descendencia alguna provocó la codicia de tres pretendientes: Balduino V de Henao, conde de Henao, Eleonor de Vermandois, condesa de Beaumont y Felipe Augusto.
Finalmente, Balduino fue designado heredero de la corona del condado de Flandes tras pagar 5000 marcos de plata. No obstante, Felipe Augusto otorgó mediante un escrito de 1192 Valois y Vermandois a Eleonora, territorios que deberían ser devueltos al rey cuando ésta muriera. El rey se quedó con Péronne y Artois en nombre de su hijo, el príncipe heredero Luis (futuro Luis VIII de Francia), como heredero de la reina Isabel de Henao fallecida en 1190. Las posiciones reales del Norte quedaron, de esta manera, considerablemente reforzadas.

### El problema matrimonial

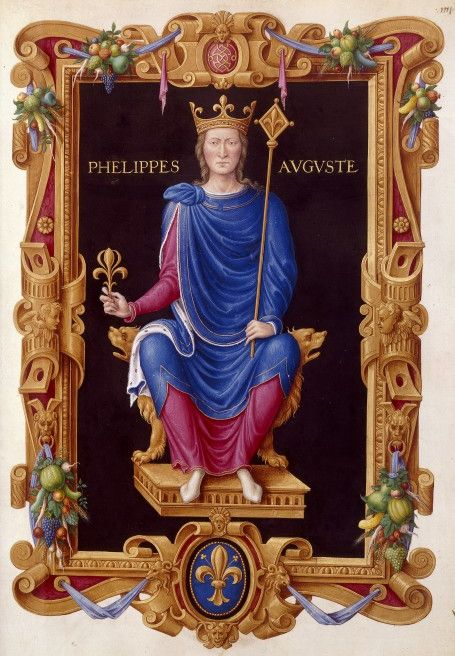
Felipe II de Francia.

Tras el fallecimiento de la reina Isabel, Felipe Augusto era consciente de que tenía que volver a casarse lo más rápidamente posible. La sucesión dinástica no estaba realmente asegurada: su único hijo Luis apenas tenía cuatro años y ya había sufrido una grave enfermedad. La elección como esposa de Isambur de Dinamarca es un misterio. Tenía dieciocho años y era hermana del rey Canuto VI de Dinamarca. Se firmó el acuerdo matrimonial al que Isambur aportó una dote de 10 000 marcos de plata y la princesa se dirigió a Francia. Felipe e Isambur se encontraron en Amiens el 14 de agosto de 1193 y se casaron ese mismo día. Al día siguiente, Felipe Augusto aplazó la coronación de la reina y la recluyó en el monasterio de Saint-Maur-des-Fossés. Felipe Augusto declaró que quería que su matrimonio fuera anulado.
Las razones para esta precipitada separación, a la que siguieron siete años de reclusión de Isambur y, por parte de Felipe Augusto, la negativa más absoluta de reconocerla como reina, son desconocidas y dieron lugar a toda clase de especulaciones posibles tanto por parte de sus contemporáneos como por los historiadores. Para defender su postura y la anulación de su matrimonio, Felipe Augusto adujo una posible consanguinidad prohibida por la Iglesia. Una asamblea de obispos y de barones dio su consentimiento y aprobación para la nulidad y el rey se casó con Inés de Méran, joven bávara, en junio de 1196.
Pero el nuevo papa, Inocencio III, elegido en 1198 no estuvo de acuerdo con esa resolución. Deseando afirmar su autoridad, ordenó a Felipe Augusto que se separese de Inés y repusiese a Isambur como reina. Como quiera que Felipe Augusto desobedeció dicha orden, la excomunión fue pronunciada sobre todo el reino de Francia el 13 de enero de 1200. Felipe Augusto dejó la causa en suspenso e Isambur continuó en cautiverio siendo trasladada a la torre de Étampes. Finalmente, el rey organizó una ceremonia de reconciliación y la excomunión fue levantada. Pese a todo, la ceremonia no devolvió a Isambur a su lugar como reina, y el proceso de anulación matrimonial siguió su curso. Felipe Augusto era, en esos momentos, bígamo. El concilio de Soissons que se celebró en marzo de 1201 concluyó sin dar solución al problema de Felipe Augusto, que abrevió los debates renunciando a la anulación de su matrimonio. En julio de 1201, Inés de Méran murió en Poissy al dar a luz a un segundo heredero: Felipe. Antes, en 1198, había nacido María, reconocida por el Papa en noviembre de 1201. La crisis se dio por suspendida y la sucesión dinástica quedó asegurada.
Felipe Augusto retomó el proceso de anulación en 1205 aduciendo la no consumación del matrimonio. Intentó forzar los acontecimientos pretendiendo casarse una tercera vez y constató, definitivamente, que todos sus proyectos sobre este asunto resultaban inútiles. El rey terminó por romper las negociaciones para la anulación en 1212 de la misma manera abrupta en que lo había hecho en 1201 y, resignado, aceptó que Isambur ocupara su lugar como reina de Francia, aunque jamás tuvo con ella relaciones conyugales.

### La lucha contra Ricardo Corazón de León
Ricardo Corazón de León continuó la cruzada tras la marcha de Felipe Augusto. Conquistó los principales puertos palestinos llegando hasta Jaffa y restableció el reino latino de Jerusalén, aunque la ciudad propiamente dicha no pudo ocuparla. Negoció, por último, una tregua de cinco años con Saladino y reembarcó en el mes de octubre de 1192. Las tempestades invernales volvieron a sorprenderle y tuvo que refugiarse en Corfú, donde fue capturado por el duque Leopoldo de Austria, que le puso en manos de su enemigo, el emperador alemán Enrique VI.
Felipe Augusto aprovechó la ocasión para negociar con Juan sin Tierra, el hermano menor de Ricardo que no creía que este regresara. Esperando recuperar la Corona inglesa gracias al apoyo de Felipe Augusto, le rindió vasallaje en 1193. Después, tras el ataque de Felipe Augusto a las posesiones de los Plantagenet, Juan sin Tierra cedió al rey de Francia el este de Normandía, excepto Ruan, Vaudreuil, Vernuil y Évreux, por medio de un acuerdo firmado en enero de 1194.
Ricardo fue finalmente liberado en 1194 y su respuesta fue inmediata. Obligó a Felipe Augusto a renunciar a la parte esencial de sus recientes conquistas por medio de un primer tratado llevado a cabo en enero de 1196. Las luchas entre ellos se reiniciaron y Ricardo invadió Vexin (1197-1198). Los dos reyes buscaban apoyos, mientras Inocencio III, que trataba de poner en pie una nueva cruzada, les obligó a negociar. La situación se arregló de manera súbita: durante el asedio al castillo de Châlus, en 1199, Ricardo fue alcanzado por una flecha muriendo pocos días después, el 6 de abril, cuando contaba cuarenta y un años. Allí fue cuando acabó su reinado.

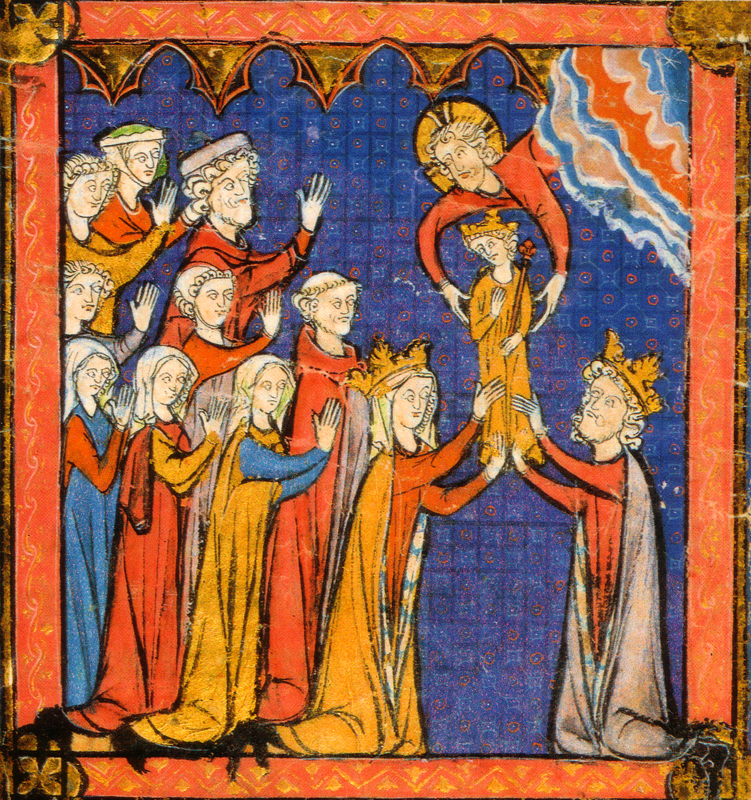
Nacimiento de Felipe II.

## Las grandes conquistas (1199-1214)

### Las victorias frente a Juan sin Tierra
La sucesión de Ricardo Corazón de León no resultó fácil: Juan sin Tierra tenía frente a sí a Arturo I de Bretaña (doce años), hijo de su hermano mayor Godofredo II de Bretaña, muerto en 1186, un serio pretendiente al trono. Felipe Augusto aprovechó la rivalidad existente entre ambos y, de la misma manera que se había aliado con Juan contra su hermano Ricardo, se alió esta vez con Arturo contra Juan. Felipe Augusto recibió el vasallaje del conde de Bretaña en la primavera de 1199. Esto le permitió negociar, en posición superior, con Juan sin Tierra el tratado de Goulet firmado en mayo de 1200, que resultó favorable para Felipe Augusto. Este tratado selló asimismo el matrimonio entre Luis VIII de Francia y Blanca de Castilla, sobrina de Juan.
Sin embargo, las hostilidades no cesaron y se concentraron en Aquitania. Felipe se alió, por una parte, con Arturo y, por otra, llamó a Juan, su vasallo según el tratado de Goulet, para intervenir en sus acciones en Aquitania y Tours. Juan, naturalmente, no se presentó, y la corte de Francia decretó la confiscación de todos sus feudos.
La siguiente batalla se desarrolló en el terreno militar. En la primavera de 1202, el rey emprendió el asalto de Normandía, mientras que Arturo atacaba Poitou. Pero el joven conde fue sorprendido por Juan durante el asedio de Mirebeau, donde fue hecho prisionero junto con sus tropas. Arturo de Bretaña desapareció durante los meses siguientes y, probablemente, fue asesinado a principios de 1203. Felipe Augusto aseguró su apoyo a los vasallos de Arturo y volvió a atacar Normandía durante la primavera de 1203. Desmanteló la defensa de los castillos normandos, conquistó Le Vaudreuil y puso sitio al Castillo-Gaillard en septiembre de 1203. Por su parte, Juan cometió el terrible error de abandonar Normandía para regresar a Inglaterra en diciembre de 1203. El Castillo-Gaillard fue tomado el 6 de diciembre de 1204.
Felipe Augusto pudo invadir, entonces, al mismo tiempo Normandía: Falaise, Caen, Bayeux y, por último Ruan, que capituló el 24 de junio de 1204, al darse cuenta de que no llegaba la ayuda de las tropas de Juan. Verneuil y Arques cayeron inmediatamente después afirmando el éxito de Felipe Augusto que acababa de conquistar toda la Normandía en dos años de campaña. Felipe se dirigió luego hacia el valle del Loira y tomó en primer lugar Poitiers en agosto de 1204, y en 1205 conquistó Loches y Chinon. Finalmente, Juan y Felipe, concertaron una tregua en Thouars que se hizo efectiva el 13 de octubre de 1206.

### La consolidación de las conquistas
Durante todo el período comprendido entre 1206 y 1212, Felipe Augusto se dedicó a consolidar sus conquistas territoriales. El dominio capetino fue bien aceptado en Champaña, Bretaña y Auvernia, pero los condados de Boulogne y Flandes plantearon más problemas.
Renaud de Dammartín, conde de Boulogne, constituía su primer punto de preocupación. Pese a las atenciones de Felipe Augusto, que en 1210 casó a su hijo Felipe de Hurepel con Matilde, hija de Renaud. Este último negoció con el bando enemigo, y las sospechas de Felipe Augusto aumentaron cuando el conde empezó la fortificación de Mortain, en la Normandía occidental. En 1211, Felipe Augusto pasó a la ofensiva y tomó Mortain y Dammartín. Renaud de Dammartín huyó y se refugió en el condado de Bar, con lo que dejó de representar un problema inmediato.
En Flandes se inició un período de incertidumbre: en el verano de 1202, Balduino, conde de Flandes y de Henao se incorporó a la cuarta cruzada, participó en la toma de Constantinopla y fue nombrado emperador del nuevo imperio latino que se había fundado en mayo de 1204. En 1205 fue hecho prisionero por los búlgaros y, poco después, fue asesinado. Felipe, hermano de Balduino y conde de Namur, asumió la regencia de Flandes y juró fidelidad a Felipe Augusto pese a la oposición de sus consejeros. El rey, a fin de estabilizar el condado, casó a la única heredera de Balduino, su hija Juana con Fernando de Portugal, conde de Flandes en 1211. Felipe Augusto creyó que, de esta manera, podría contar con el vasallaje de Flandes.
El problema germánico fue otra de sus mayores preocupaciones. Tras la muerte de Enrique VI Hohenstaufen sucedida en 1197, el papa Inocencio III tenía que designar al nuevo emperador. Había dos candidatos para el cargo: por una parte, Otón de Brunswick, avalado por su tío Juan sin Tierra y favorito de Inocencio III y, por otra, Felipe de Suabia, hermano de Enrique VI, avalado por Felipe Augusto y coronado rey de los Romanos en 1205. Felipe de Suabia fue asesinado en junio de 1208 y, sin rival, Otón fue coronado emperador en octubre de 1209. Inocencio III se arrepintió enseguida de esta elección pues el nuevo emperador puso rápidamente de manifiesto sus ambiciones italianas. Otón fue excomulgado en 1210 y Felipe Augusto negoció con el rey de Sicilia, Federico de Hohenstaufen, el hijo de Enrique VI, que había sido coronado rey de los Romanos en Maguncia en 1212, una alianza con la que, Felipe Augusto, esperaba poder hacer frente a las ambiciones de Otón.

### La Batalla de Bouvines

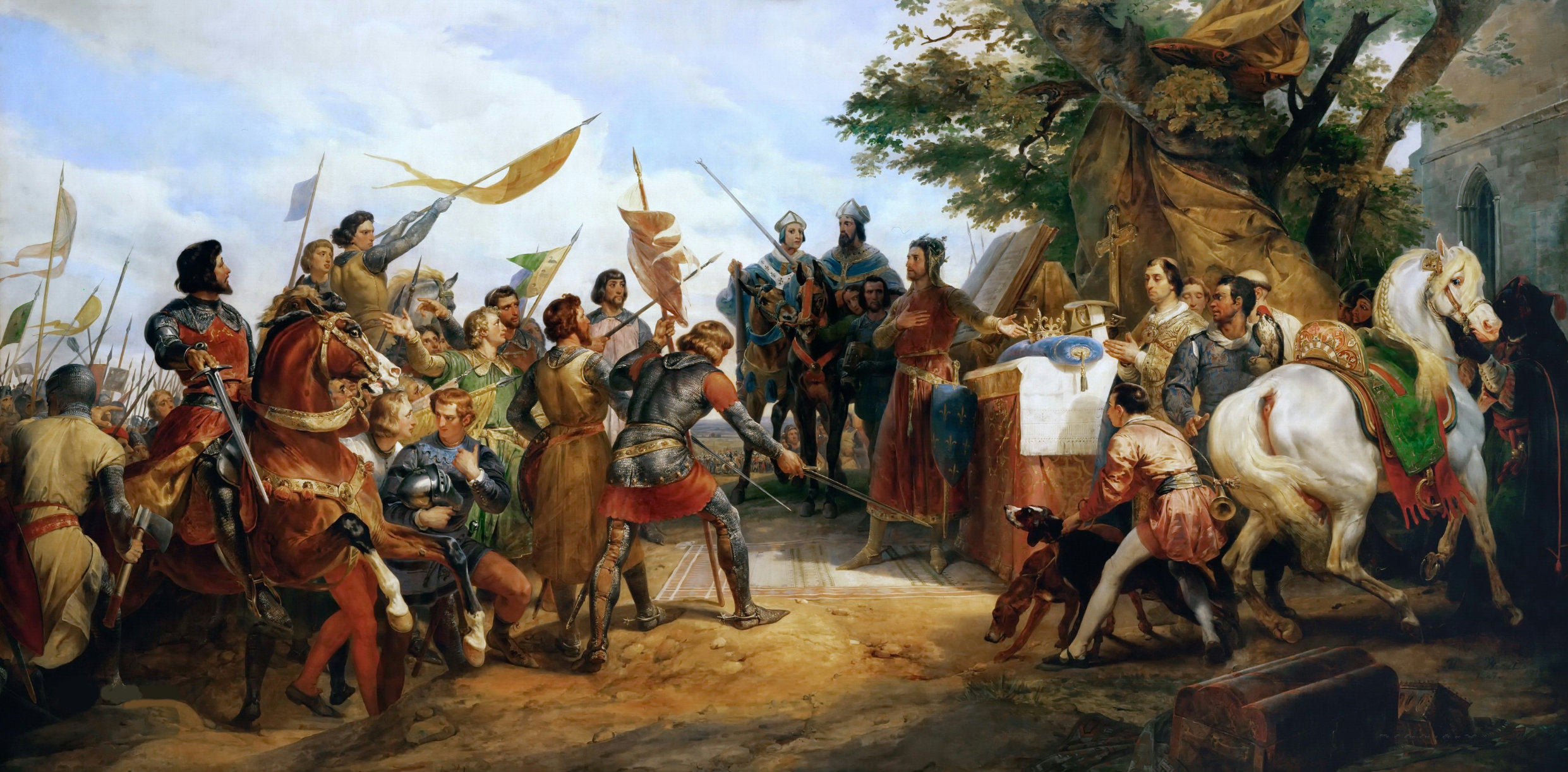
La batalla de Bouvines.

La increíble reacción de Felipe Augusto indujo a sus rivales a unirse. La coalición se concretó en 1212: se unieron a la misma, Juan sin Tierra, Otón y Renaud de Dammartín que fue el verdadero artesano de la coalición. Este, que no tenía nada que perder, se dirigió a Fráncfort buscando el apoyo de Otón; después se fue a Inglaterra donde rindió homenaje a Juan, que le restableció, oficialmente, en sus posesiones inglesas. Las hostilidades entre Felipe Augusto y Juan sin Tierra se reanudaron inmediatamente.
Al mismo tiempo, las primeras operaciones de la Cruzada albigense, dirigida por los barones, enfrentaron al conde de Toulouse y a los cruzados. Felipe Augusto, concentrado en el peligro inglés, aplazó la resolución de este problema. Felipe Augusto reunió a sus barones en Soissons el 8 de abril de 1213 y dejó a cargo de su hijo, el príncipe heredero Luis el León, la expedición contra Inglaterra. Felipe Augusto obtuvo el apoyo de todos sus vasallos, salvo el de Fernando, conde de Flandes, al que él mismo había designado como tal dos años antes. Felipe Augusto recabó entonces nuevos apoyos, especialmente en el entorno de Enrique de Brabante. Tras un período de incertidumbre, Inocencio III decidió apoyar a Juan sin Tierra, un apoyo moral pero, sin duda, no desdeñable. Los preparativos para la batalla fueron lentos: el proyecto inicial de Felipe Augusto que deseaba invadir Inglaterra quedó, literalmente, abortado, cuando su flota fue asaltada, en mayo de 1213, por la coalición enemiga en Damme. Durante los meses siguientes, Felipe Augusto y Luis VIII se abalanzaron contra los condados de Boulogne y de Flandes. Las ciudades fueron rápidamente asoladas.
En febrero de 1214, Juan sin Tierra desembarcó en el continente, en La Rochela, con la intención de sorprender a Felipe Augusto. Una estrategia que, en principio, tuvo éxito, dado que Juan consiguió adeptos entre los barones de Limousin y Poitou. En mayo de 1214, se dirigió al valle del Loira y tomó Angers. Felipe Augusto, inmerso en el conflicto de Flandes, confió a su hijo Luis el ataque contra Juan. El joven príncipe heredero se dirigió, inmediatamente, a la fortaleza de la Roche-aux-Moines. Juan sin Tierra, fue presa del pánico: la ayuda de los poitevinos era muy dudosa y Luis se acercaba acompañado por 800 caballeros. El rey de Inglaterra huyó el 2 de julio y la derrota inglesa fue absoluta. Pero la coalición no había perdido todavía: en el norte debía dirimirse todo.

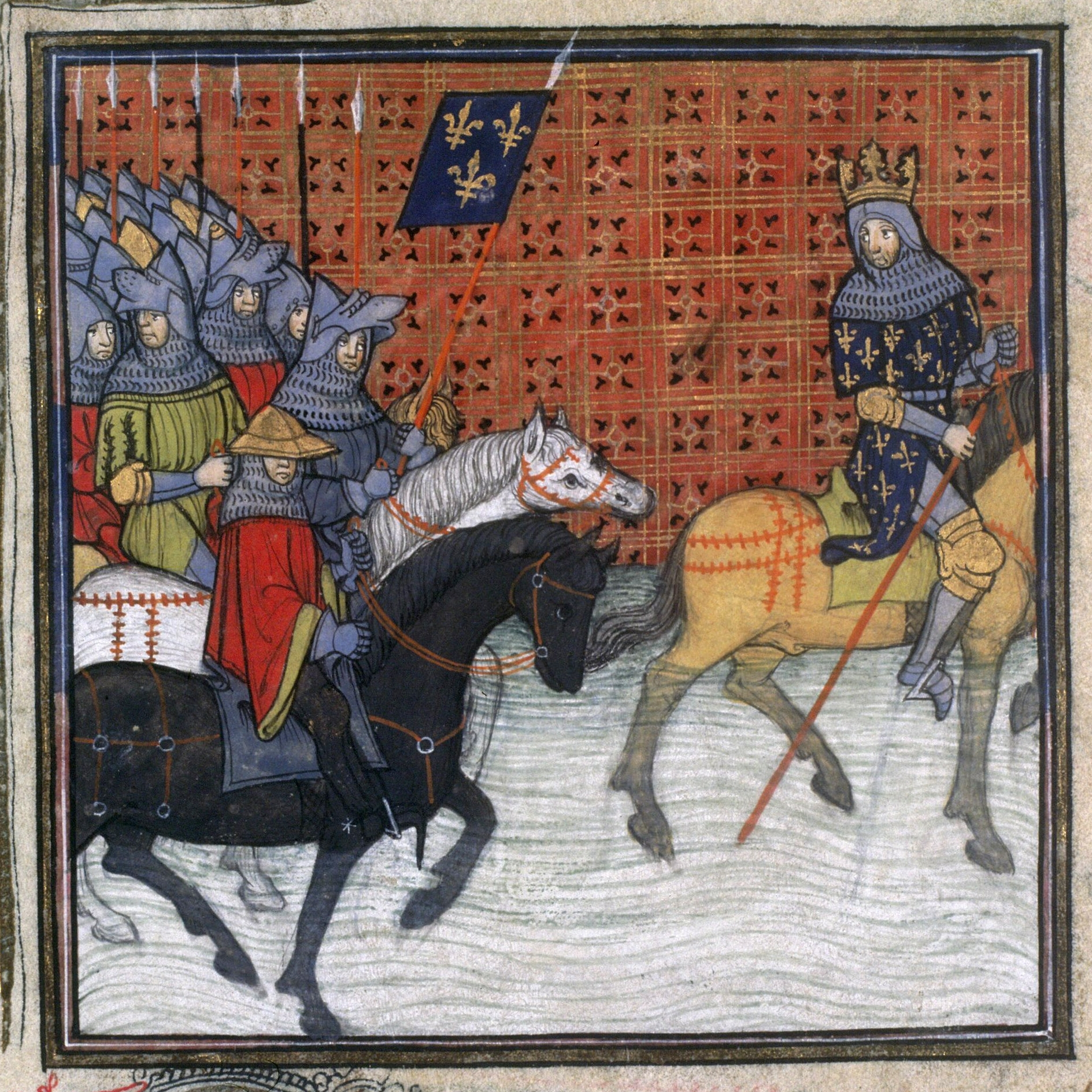
Felipe II cruzando el Loira.

El enfrentamiento final entre los ejércitos de Felipe Augusto y los de la coalición, dirigidos por Otón, era inevitable. El 27 de julio de 1214, el ejército de Felipe Augusto, perseguido por la coalición, llegó a Bouvines con el fin de atravesar el puente del río Marque. En domingo, la prohibición de combatir era obligatoria para todos los cristianos, pero Otón decidió pasar a la ofensiva y sorprender al enemigo cuando se dispusiera a atravesar el puente. El ejército de Felipe Augusto se vio sorprendido por detrás, pero se organizó rápidamente, respondiendo a las tropas enemigas antes de enzarzarse en el puente, luchando contra la coalición. El flanco derecho francés se enfrentó a los caballeros flamencos dirigidos por Fernando. En el centro, Felipe Augusto y Otón se encontraron cara a cara. En medio de la pelea entre los caballeros, Felipe Augusto fue descabalgado, sus caballeros le protegieron, le ofrecieron un caballo fresco, y el rey volvió al asalto consiguiendo que Otón emprendiera la retirada. Por último, en el flanco izquierdo, los partidarios de Felipe Augusto se enfrentaban a Renaud de Dammartín que fue capturado tras ofrecer una prolongada resistencia. La suerte acudió en ayuda de Felipe Augusto, pese a la inferioridad de sus tropas (1300 caballeros y 4000/6000 soldados a pie, contra 1300/1500 caballeros y 7500 soldados a pie de la coalición). La victoria fue total: el emperador huyó, y los hombres de Felipe Augusto hicieron 130 prisioneros, entre los que se encontraban cinco condes, especialmente dos de ellos que fueron los que deshonraron el tratado: Renaud de Dammartín, y Fernando el conde de Flandes.
La coalición se disolvió tras la derrota. El 18 de septiembre de 1214, en Chinon, Felipe Augusto firmó una tregua de statu quo, por cinco años, con Juan sin Tierra que, no obstante, continuó acosando, en el Sur, los dominios de Felipe Augusto. El rey inglés regresó a Inglaterra en 1214. Después del tratado de Chinon, Juan sin Tierra abandonó todas sus posesiones del norte del Loira: Berry y Turena que junto con el Maine y Anjou fueron devueltos al dominio real, abarcando, así, un tercio de Francia, que, singularmente ampliado, quedó libre de cualquier amenaza.

## Después de la victoria de Bouvines (1214-1223)

### La expedición inglesa del príncipe heredero de FranciaLuis el León
La victoria sobre el continente fue absoluta, pero las ambiciones reales no terminaron ahí, Felipe Augusto deseaba ir más lejos en su lucha contra Juan de Inglaterra. Hizo valer el hecho de que Juan tenía que ser privado del trono apelando a la traición hecha a Ricardo en 1194, así como a la muerte de su sobrino Arturo; e hizo valer una interpretación, realmente dudosa, de la genealogía de su esposa Blanca de Castilla. Luis el León dirigió una expedición contra Inglaterra. El desembarco tuvo lugar en mayo de 1216 y Luis, al frente de una numerosa tropa (1200 caballeros, además de muchos rebeldes ingleses) conquistó el reino inglés, y se instaló en Londres. Solo Windsor, Lincoln y Dover ofrecieron resistencia. Pero, pese a la cálida acogida ofrecida al futuro Luis VIII de Francia por parte de la mayoría de los obispos ingleses, el apoyo del Papa a Juan sin Tierra continuó siendo eficaz y Luis fue excomulgado. Juan murió, súbitamente, de una grave indigestión el 19 de octubre de 1216. Los viejos aliados de Juan hicieron coronar entonces, a toda prisa, a Enrique III de Inglaterra cuando sólo contaba nueve años. Inocencio III acababa de morir también, pero su sucesor Honorio III continuó defendiendo a los legalistas. De inmediato, los obispos retiraron su apoyo a Luis y los rebeldes se apaciguaron. El príncipe fue a Francia en busca de ayuda a principios del 1217 y regresó a Inglaterra. Esta vez fue derrotado. Luis aceptó negociar la paz en junio, negociación que concluyó en septiembre de 1217 y su excomunión fue levantada.
La actitud de Felipe Augusto frente a esta expedición fue un tanto ambigua; en todo caso el rey no la apoyó oficialmente, pero es fácil imaginar que diera su consentimiento para la misma, por lo menos a título privado.

### La cruzada albigense
Desencadenada en 1208, la cruzada contra los heréticos albigenses volvió a enfrentar a Simón IV de Montfort, que dirigía la cruzada compuesta por los barones del Norte, y a Ramón VI de Tolosa conde de Tolosa, que apoyaba, secretamente, a los heréticos. Al mismo tiempo, Pedro II de Aragón que tenía puestas sus miras en la región, apoyó al conde de Toulouse antes de ser vencido y asesinado por Simón de Montfort en la Batalla de Muret, en 1213.
Después de la batalla de la Roche-aux-Moines, Luis el León partió, por primera vez, hacia el sur de Francia en abril de 1215 y ayudó a Simón de Montfort a consolidar sus posiciones. Este último, y de acuerdo con el papa Honorio III y Felipe Augusto fue nombrado conde de Toulouse. Pero la ciudad de Toulouse resistió el asedio que se prolongó durante largo tiempo y Simón murió en abril de 1218. El papa nombró a su hijo Amaury VI de Montfort como sucesor y encargó a Felipe Augusto una nueva expedición. Luis el León partió en mayo de 1219, y se reunió con Amaury en el asedio de Marmande donde sus habitantes fueron masacrados. Tras cuarenta días de hostilidades Luis regresó sin haber conseguido entrar en Toulouse. Una nueva expedición fue enviada por Felipe Augusto en 1221, dirigida, esta vez, por el obispo de Bourges y el conde de la Marche que no obtuvieron éxito alguno.
Ciertamente la envergadura de estas expediciones fue muy pobre. El empeño de Felipe Augusto por someter el Midi y poner fin a la herejía albigense, parece un tanto discutible. Fue necesario esperar el reinado de sus sucesores para dar por terminado el problema albigense.

### Final del reinado
Después de Bouvines, las operaciones militares se llevaron a cabo en Inglaterra o en el Midi. Todo el norte del Loira permanecía en paz gracias a la tregua firmada en Chinon en 1215, en principio por cinco años y prolongada en 1220 con la garantía del futuro Luis VIII, una asociación que significó el principio de la transición de Felipe Augusto a su hijo y heredero.
Si bien las conquistas por medio de las armas cesaron, Felipe Augusto fue incrementado su poder aprovechándose de las sucesiones problemáticas como, por ejemplo, el caso de Champaña con la sucesión de Teobaldo I de Navarra, que le permitió hacerse con su feudo. En algunos de estos casos el rey pudo, asimismo, recuperar distintas tierras, como: Issoudun, Bully, Clermont-en-Beauvaisis e incluso Poitiers.
La prosperidad del reino, cuando finalizaba el reinado de Felipe Augusto, era incuestionable. Se estima el excedente anual del Tesoro en 25 210 libras en noviembre de 1212. En esta misma fecha, el Tesoro real ascendía a 157 036 libras, es decir, más del 80 % de la renta anual ordinaria global de la monarquía. El testamento de Felipe Augusto, redactado en septiembre de 1222, confirma estas cifras, dado que la suma de sus legados se elevaba a 790 000 libras. Este testamento fue redactado cuando el estado de salud de Felipe Augusto presagiaba su fallecimiento que se produciría diez meses más tarde.
Cuando Felipe Augusto se encontraba en Pacy decidió asistir, en contra de la opinión de los médicos, a la reunión eclesiástica que se organizó en París con motivo de la preparación de las nuevas cruzadas. No pudo soportar la fatiga del viaje y murió el 14 de julio de 1223 en Mantes. Su cuerpo fue llevado a París y los funerales fueron organizados de inmediato, en Saint Denis, celebrándose en presencia de todos los grandes del reino. Fue la primera vez en la que se enterró a un rey de Francia revestido con todas los símbolos de la realeza y con un rito solemne inspirado en los ritos de los reyes de Inglaterra.

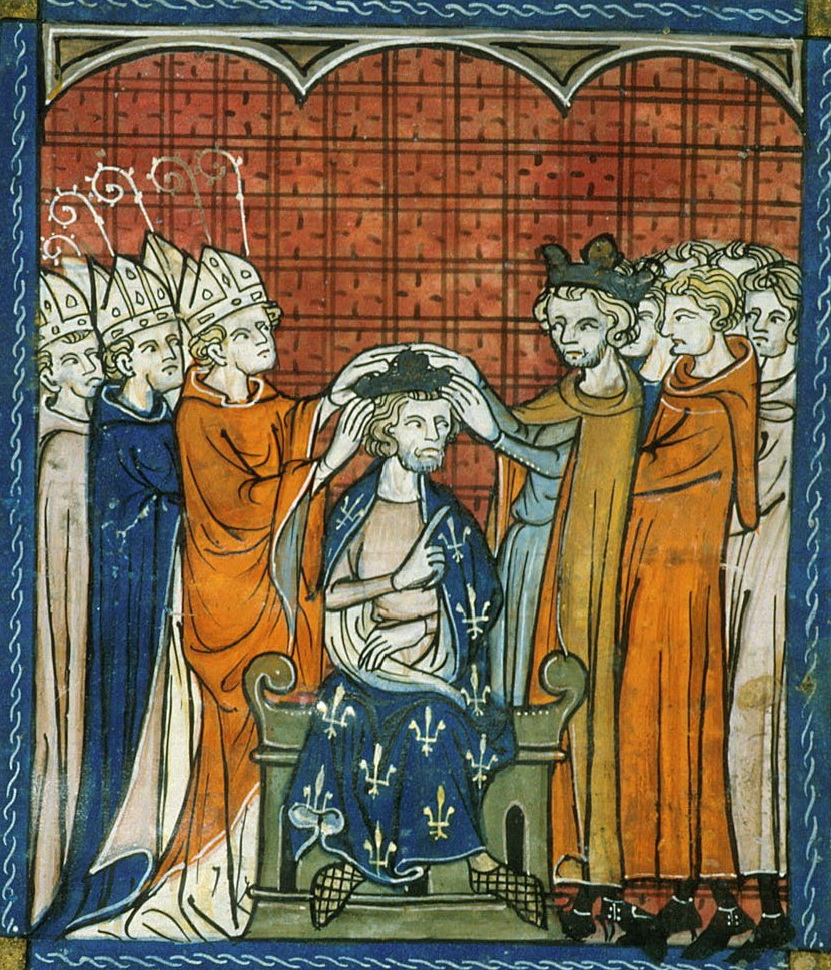
Coronación de Felipe II.

## El ejercicio del poder regio

### Carácter y perfil psicológico
El rey Felipe Augusto [...] era de buena constitución, con pelo revuelto tirando a pelirrojo , pero había perdido la visión de un ojo. Personalmente no era valiente, aunque colérico y egoísta, sabía reprimir sus pasiones. No le gustaba la ostentación ni sentimental ni material. Su corte era sombría y austera. No le preocupaban las artes, ni poseía buena educación, aunque apreciaba el valor de los hombres de ciencia y buscaba su amistad por razones políticas y la conservaba gracias a su aguda y sentenciosa conversación. Como político era paciente y observador, astuto, desleal y carente de escrúpulos. Pero le dominaba el sentido del deber y la responsabilidad. A pesar de la mezquindad para consigo mismo y con sus amigos, mostrábase generoso con los pobres y les protegía contra sus opresores. Era un hombre que,aunque atractivo, antipático, pero un buen rey. Entre los francos de Oriente gozaba de un prestigio especial, pues era el soberano de las familias de las que procedían todos ellos, y muchos de los cruzados forasteros eran directa o indirectamente sus vasallos.
Steven Runciman

### Las conquistas

Las conquistas de Felipe II Augusto.

A su muerte, Felipe Augusto, dejó a su hijo y sucesor Luis VIII, un territorio considerablemente engrandecido. El contraste entre el advenimiento de Felipe Augusto, bajo una tutela de los barones, con un dominio que le convertía en rey de la Isla de Francia más que de la propia Francia y el final de su reinado, con un dominio engrandecido al cual había que sumar los numerosos territorios sometidos por medio del vasallaje de sus señores, no podía ser más evidente. El territorio bajo el control del rey inglés estaba en Guyena, muy lejos de París.
Estas conquistas territoriales hicieron de Felipe Augusto un rey organizado, en cuyo cometido prosiguió su hijo Luis VIII. Solo después de la guerra de los Cien Años, pudo hacerse un recuento efectivo de las posesiones reales francesas. Establecer estas conquistas pasa, no obstante, por otros baremos, diferentes a las simples victorias militares o diplomáticas.
El gran éxito de Felipe Augusto reside en el hecho de que: al mismo tiempo que agrandaba el territorio procuraba reafirmar el poder real en estas nuevas tierras, condición indispensable de la perennidad de estas nuevas posesiones. Este objetivo se obtenía, en principio, con una nueva política de fortificaciones y castillos: Felipe Augusto hizo elaborar su inventario y, a su costa, se hicieron las construcciones en los dominios y feudos.
Las antiguas empalizadas desaparecieron y fueron reemplazadas por torreones de piedra que Felipe quería poligonales o cilíndricos, a fin de que ofrecieran una mayor resistencia a las armas de asedio, así como para evitar los ángulos muertos de la defensa. Se construyeron gran cantidad de torreones. Casi a finales de su reinado los torreones evolucionaron y se construyeron de forma cuadrangular de contornos redondeados en cada esquina. El Louvre es uno de sus mejores ejemplos.
Pero eso no fue todo, la estabilización de las conquistas pasó, también, por nuevas formas de administración de los territorios.

### La revolución administrativa: bailíos, prebostes y senescales
Para huir de la espiral de la parcelación, consecuencia del sistema feudal, Felipe Augusto emprendió, rápidamente, la organización de una nueva estructura administrativa que le permitía ejercer su poder, de forma directa, sobre el territorio. Felipe Augusto organizó este sistema antes de su marcha a las cruzadas, por medio de una ordenanza-testamento de 1190, a fin de regular, durante su ausencia, la organización concerniente al poder. El rey creó, entonces, los bailíos, antigua creación de origen anglo-normanda cuyo cometido, en los territorios franceses, no quedó claramente definido. Felipe Augusto, se basó, para ello, en las reformas administrativas de Enrique II de Inglaterra llevadas a cabo en 1176.
Esta reforma se terminó alrededor de 1200, cuando ya el nombre de bailliaje se utilizó, si no oficialmente, sí de manera corriente en los actos reales. Elegidos por el rey, eran una docena de personas que recorrían el dominio en cuestión a fin de impartir justicia e iniciarse una contabilidad del reino, un dominio que alcanzó unos progresos decisivos en la segunda mitad del reinado. A diferencia del sistema feudal, los bailíos no tenían un lugar geográfico preciso (esto evolucionó después de Felipe Augusto). Su cometido no estaba ligado a la posesión de tierras, no tenían ningún poder propio, sólo eran los representantes del rey. Eran pagados, directamente, por el rey, y estaban sometidos a un control severísimo, con la obligación de rendir cuentas tres veces al año. John Baldwin señaló que el nivel salarial de los bailíos era de unos 10 sueldos a una libra, lo mismo, por ejemplo, que cobraban los caballeros mercenarios (10 sueldos). Un índice importante, tanto de su estatuto como del precio de su fidelidad.
A los bailíos les ayudaban los prebostes, otra antigua institución cuyo cometido es impreciso. Éstos, a diferencia de los bailíos, sí tenían un territorio asignado y preciso, en los que juzgaban los asuntos corrientes (los bailíos juzgaban, especialmente, por apelación) y llevaban las cuentas locales.
En algunos de los territorios conquistados durante su reinado (Anjou, Maine, Poitou, Saintonge), Felipe Augusto confió las funciones administrativas a los senescales. Este cargo, en principio hereditario, a partir de 1119 ya no fue transmisible. A diferencia del bailío, el senescal era un barón local: el riesgo de que este tuviera un poder importante en la localidad, era considerable e incluso peligroso para el rey, podía ocurrir lo mismo que con el sistema feudal. Razón por la cual, este sistema era frecuentemente suprimido (especialmente en Normandía desde su anexión) y reemplazado por las bailías.

### El nacimiento de una ideología real
Gracias a la victoria alcanzada en Bouvines, Felipe Augusto acabó su reinado en medio de un importante fervor popular. En este contexto la ideología real progresó, quizá la señal más explícita de un Estado bajo el reinado de Felipe Augusto.
Se ha especulado con la utilización creciente que se hizo del término Francia en los textos contemporáneos y, sobre todo, de la fórmula rex Francia en un acto diplomático de 1204. Pero será preciso esperar hasta la llegada de San Luis para ver el título oficial de rex Francorum (rey de los francos) convertido en rex Franciae (rey de Francia): con Felipe Augusto, el rey continuó utilizando rex Francorum, en todos los actos que llevaban su sello. Otros progresos ideológicos son más evidentes.
A finales del reinado de Felipe Augusto, se inició una verdadera tentativa de propaganda real a través de las crónicas oficiales. Ya, a partir de 1118, Rigord, monje de Saint-Denis, redactó una crónica en latín, siguiendo la tradición de Suger, que ofreció a Felipe Augusto en 1196. La Gesta Philippi Augusti fue completándose hasta el 1208. Esta obra no fue un encargo oficial del rey, pero es, sin embargo, una crónica cuasi-oficial, puesta al servicio de la mayor gloria de Felipe Augusto (exceptuando algunas críticas concernientes a su problema matrimonial). Es, por tanto, Rigord el primero que dio a Felipe Augusto el sobrenombre de Augustus, haciendo referencia al mes en que nació y a sus primeras conquistas, elevado, por el autor, al rango de los emperadores romanos.
Felipe Augusto encargó, seguidamente, una nueva crónica en la que se debería expurgar la crónica de Rigord quitando, de la misma, los pasajes críticos y continuarla. Guillaume le Breton, clérigo y cercano a Felipe Augusto, fue el encargado de realizarla. De inmediato se puso a redactar un verdadero monumento a la gloria del rey, que partía de 1214: una crónica en verso, la Philippide, con un estilo épico, por aquel entonces muy de moda, (especialmente después del Alexandreis de Gautier de Châtillon, epopeya escrita para la mayor gloria de Alejandro). A la misma le siguieron numerosas versiones de la Philippide, la última fue terminada en 1224, un año después de la muerte del rey. En esta obra única, Felipe Augusto es presentado, en ocasiones, con un héroe, el vencedor de Bouvines y es celebrada su majestad. La evolución seguida al final de su reinado es importante, aunque las dos crónicas oficiales sean los testimonios aislados dentro del conjunto de la producción literaria del reino de Felipe Augusto.
La crónica de Rigord y la continuación de la misma hecha por Guillaume le Breton, fueron traducidas por Primat para las Grandes Chroniques de France. Por medio de esta obra, más que por la de Philippe, Felipe Augusto pasó a la posteridad.
Cabe destacar, asimismo, la contribución de Gilles de París quien, en su obra Karolinus, poema dedicado a la gloria de Carlomagno, escrito en honor a Luis VIII, en el que iguala a Felipe Augusto y a Luis con Carlomagno, uniendo en ellos la Dinastía Carolingia y la Dinastía de los Capetos, convirtiéndolos, de este modo, en los primeros y verdaderos representantes de un genus real, que transmite la realeza por medio de la sangre y que, después de Felipe Augusto, cobra una importancia vital.

### El bienhechor de París
El reinado de Felipe Augusto fue un período de grandes mejoras para París. Aunque la corte es, todavía, itinerante, París adquiere un estatuto particular que las diferentes empresas llevadas a cabo así lo atestiguan. París experimentó un gran avance durante el reinado de Felipe Augusto que se inventó la capital. Algunos hechos reseñables:
- 1180. Felipe transfiere el mercado de los Campeaux (situado en los barrios del norte de la ciudad, cercano a la leprosería Saint-Lazare), al centro de París, al mismo lugar en el que se edificarían las futuras Halles. Se construyeron dos edificios cubiertos para albergar el nuevo mercado en 1183. Muy interesante para el desarrollo de este mercado central fue la reglamentación impuesta por Felipe Augusto concerniente al comercio de los comestibles esenciales (carne, pan, vino).
- 1186. Felipe hizo pavimentar la calle principal de París. En la ventana de su Palacio de la Cité los cronistas escribieron: incómoda por los olores que ascienden desde la calle fangosa.
- 1187. El cementerio de los Santos Inocentes, fue saneado, drenado, nivelado y se rodeó con un muro.
- 1190. Antes de irse a las cruzadas, Felipe Augusto, dio órdenes de empezar la construcción de un muro de contención en la orilla derecha del río.
- 1194. Tras el robo de los archivos reales llevado a cabo por Ricardo Corazón de León durante una de las expediciones, Felipe Augusto los hizo reconstruir. Un ejemplar de estos archivos se encuentra en París.
- 1200. Certificado real mediante el cual se crea la Universidad de París, un estatuto que permite a los maestros y alumnos parisinos una libertad y una seguridad importantes; además quedan relevados, en particular, de la jurisdicción eclesiástica. Estos privilegios permitieron un rápido crecimiento de las escuelas parisinas.
- 1202. Se terminó la construcción de la torre nueva, en la entrada Oeste de la ciudad, lo que sería el futuro Louvre.
- 1209-1210. Diversos trabajos en el Petit Châtelet, situado en la orilla izquierda del río (nuevas chimeneas, puertas, poternas, y una cárcel con tres estancias).
- 1209-1212. Construcción en la parte izquierda del río de la muralla de París.

La expansión de París no se quedó reducida a las obras ordenadas por Felipe Augusto, durante su reinado fueron creados, también, el hospicio de Sainte-Catherine (1185), el hospital de la Trinidad 1202). Asimismo, la construcción de Notre-Dame de París, empezada en 1163 progresaron a buen ritmo. En 1182 se terminó el coro y el altar mayor fue consagrado el 19 de mayo. Después se decoró la fachada Oeste, y la galería de los reyes se terminó en el año 1220, se empezó la construcción del gran rosetón y, en la misma época, se amplió el atrio.
El desarrollo de París viene confirmado por los datos demográficos que estiman que la población parisina pasó, en pocos años, de 25 000 habitantes, a los 50 000 hacia 1200 lo que la convirtió en la ciudad más grande de Europa después de Constantinopla.

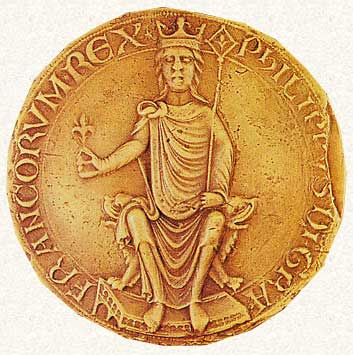
Moneda con la efigie de Felipe II.

### Legado
Felipe Augusto fue inhumado en la Basílica de Saint-Denis, cerca de París, después de la reorganización de la necrópolis llevada a cabo por Felipe el Hermoso, su tumba fue situada en el centro, junto con la de su hijo Luis VIII a fin de simbolizar la unión entre las líneas merovingias (a la derecha) y capetina (a la izquierda), según la idea original de Gilles de París. Como todas las tumbas de la necrópolis, la de Felipe Augusto fue violada por los revolucionarios en 1793.
Generalmente, la imagen de Felipe Augusto, tan celebrada por los cronistas de la época, ha permanecido, en gran parte, relegada por la figura de San Luis, convertido, (y por mucho tiempo), en el modelo real por excelencia desde finales del siglo XIII. A Felipe Augusto se le recuerda principalmente por la victoria de Bouvines que permanece en la memoria de la mitología nacional francesa gracias a la obra Grandes Chroniques de France, o bien, más tarde, por los libros escolares de la III República. La iglesia de Saint-Pierre de Bouvines, edificada en 1882, fue decorada entre 1887 y 1906 con veintiuna vidrieras en las que se detalla la famosa batalla.
Los demás signos del reinado de Felipe Augusto han ido desapareciendo progresivamente. Las murallas de Felipe Augusto subsisten en París como vestigios de su reinado, el Louvre medieval fue desmantelado e integrado en el museo en 1990. Solo la estación del metro de París, Felipe Augusto, continúa conmemorando al vencedor de Bouvines.

## Descendencia
1.- Con Isabel de Henao, condesa de Artois (1170–1190), hija de Balduino V de Henao, casada en 1180:
- Luis el León (1187-1226). Rey de Francia, con el nombre de Luis VIII;

- Felipe y Roberto (gemelos muertos al nacer, en 1190).

2.- Con Isambur de Dinamarca (1176-1238), hija de Valdemar I, rey de Dinamarca (1157-1182), hermana de Canuto VI, rey de Dinamarca (1182-1202), casada en 1193. Repudiada en 1193, y admitida oficialmente en 1200 (aunque nunca volvió a mantener relaciones conyugales):
- Sin hijos

3.- Con Inés de Merania (1176-1201), hija de Bertoldo IV de Merania, casada en 1196, tuvo tres hijos naturales, de los cuales, sólo dos de ellos fueron reconocidos como herederos legítimos por el Papa Inocencio III:
- María (1198-1224), que se casó en 1206 con Felipe I de Namur, conde de Namur, (1175-1212). Se volvió a casar, en 1213 con Enrique I, duque de Brabante (v.1165-1235);

- Felipe Hurepel (1200-1234), conde de Clermont y de Bolonia, se casó en 1216 con Matilde de Dammartín (v.1202-1259).

- Juan Tristán (muerto al nacer, en 1201);

4.- Con una «cierta dama de Arrás»:
- Pierre Charlot (1205-1249), obispo de Tours (o de ¿Noyon?).

## Ancestros
| \| \| \| \| \| \| \| \| \| \| \| \| \| \| \| \| \| \| \| \| 8. Felipe I de Francia \| \| \| \| \| \| \| \| \| \| \| \| \| \| \| \| \| \| \| \| \| \| \| \| \| \| \| \| \| \| \| \| \| \| \| \| \| \| \| \| \| \| \| \| \| \| \| \| \| \| \| \| \| \| 4. Luis VI de Francia \| \| \| \| \| \| \| \| \| \| \| \| \| \| \| \| \| \| \| \| \| \| \| \| \| \| \| \| \| \| \| \| \| \| \| \| \| \| \| \| \| \| \| \| \| \| \| \| \| \| \| \| \| \| 9. Berta de Holanda \| \| \| \| \| \| \| \| \| \| \| \| \| \| \| \| \| \| \| \| \| \| \| \| \| \| \| \| \| \| \| \| \| \| \| \| \| \| \| \| \| \| \| \| \| \| \| \| \| \| \| \| \| \| 2. Luis VII de Francia \| \| \| \| \| \| \| \| \| \| \| \| \| \| \| \| \| \| \| \| \| \| \| \| \| \| \| \| \| \| \| \| \| \| \| \| \| \| \| \| \| \| \| \| \| \| \| \| \| \| \| \| \| \| 10. Humberto II de Saboya \| \| \| \| \| \| \| \| \| \| \| \| \| \| \| \| \| \| \| \| \| \| \| \| \| \| \| \| \| \| \| \| \| \| \| \| \| \| \| \| \| \| \| \| \| \| \| \| \| \| \| \| \| \| 5. Adela de Saboya \| \| \| \| \| \| \| \| \| \| \| \| \| \| \| \| \| \| \| \| \| \| \| \| \| \| \| \| \| \| \| \| \| \| \| \| \| \| \| \| \| \| \| \| \| \| \| \| \| \| \| \| \| \| 11. Gisela de Borgoña \| \| \| \| \| \| \| \| \| \| \| \| \| \| \| \| \| \| \| \| \| \| \| \| \| \| \| \| \| \| \| \| \| \| \| \| \| \| \| \| \| \| \| \| \| \| \| \| \| \| \| \| \| \| 1. Felipe II de Francia \| \| \| \| \| \| \| \| \| \| \| \| \| \| \| \| \| \| \| \| \| \| \| \| \| \| \| \| \| \| \| \| \| \| \| \| \| \| \| \| \| \| \| \| \| \| \| \| \| \| \| \| \| \| 12. Esteban II de Blois \| \| \| \| \| \| \| \| \| \| \| \| \| \| \| \| \| \| \| \| \| \| \| \| \| \| \| \| \| \| \| \| \| \| \| \| \| \| \| \| \| \| \| \| \| \| \| \| \| \| \| \| \| \| 6. Teobaldo II de Champaña \| \| \| \| \| \| \| \| \| \| \| \| \| \| \| \| \| \| \| \| \| \| \| \| \| \| \| \| \| \| \| \| \| \| \| \| \| \| \| \| \| \| \| \| \| \| \| \| \| \| \| \| \| \| 13. Adela de Normandía \| \| \| \| \| \| \| \| \| \| \| \| \| \| \| \| \| \| \| \| \| \| \| \| \| \| \| \| \| \| \| \| \| \| \| \| \| \| \| \| \| \| \| \| \| \| \| \| \| \| \| \| \| \| 3. Adela de Champaña \| \| \| \| \| \| \| \| \| \| \| \| \| \| \| \| \| \| \| \| \| \| \| \| \| \| \| \| \| \| \| \| \| \| \| \| \| \| \| \| \| \| \| \| \| \| \| \| \| \| \| \| \| \| 14. Engelberto de Carintia \| \| \| \| \| \| \| \| \| \| \| \| \| \| \| \| \| \| \| \| \| \| \| \| \| \| \| \| \| \| \| \| \| \| \| \| \| \| \| \| \| \| \| \| \| \| \| \| \| \| \| \| \| \| 7. Matilde de Carintia \| \| \| \| \| \| \| \| \| \| \| \| \| \| \| \| \| \| \| \| \| \| \| \| \| \| \| \| \| \| \| \| \| \| \| \| \| \| \| \| \| \| \| \| \| \| \| \| \| \| \| \| \| \| 15. Uta de Passau \| \| \| \| \| \| \| \| \| \| \| \| \| \| \| \| \| \| \| \| \| \| \| \| \| \| \| \| \| \| \| \| \| \| \| \| \| \| \| \| \| \| \| \| \| \| \| \| \| \| \| \| |                            |  |  |  |  |  |  |  |  |  |  |  |  |  |  |  |
| |                            |  |  |  |  |  |  |  |  |  |  |  |  |  |  |  |
| | 8. Felipe I de Francia     |  |  |  |  |  |  |  |  |  |  |  |  |  |  |  |
| |                            |  |  |  |  |  |  |  |  |  |  |  |  |  |  |  |
| |                            |  |  |  |  |  |  |  |  |  |  |  |  |  |  |  |
| | 4. Luis VI de Francia      |  |  |  |  |  |  |  |  |  |  |  |  |  |  |  |
| |                            |  |  |  |  |  |  |  |  |  |  |  |  |  |  |  |
| |                            |  |  |  |  |  |  |  |  |  |  |  |  |  |  |  |
| | 9. Berta de Holanda        |  |  |  |  |  |  |  |  |  |  |  |  |  |  |  |
| |                            |  |  |  |  |  |  |  |  |  |  |  |  |  |  |  |
| |                            |  |  |  |  |  |  |  |  |  |  |  |  |  |  |  |
| | 2. Luis VII de Francia     |  |  |  |  |  |  |  |  |  |  |  |  |  |  |  |
| |                            |  |  |  |  |  |  |  |  |  |  |  |  |  |  |  |
| |                            |  |  |  |  |  |  |  |  |  |  |  |  |  |  |  |
| | 10. Humberto II de Saboya  |  |  |  |  |  |  |  |  |  |  |  |  |  |  |  |
| |                            |  |  |  |  |  |  |  |  |  |  |  |  |  |  |  |
| |                            |  |  |  |  |  |  |  |  |  |  |  |  |  |  |  |
| | 5. Adela de Saboya         |  |  |  |  |  |  |  |  |  |  |  |  |  |  |  |
| |                            |  |  |  |  |  |  |  |  |  |  |  |  |  |  |  |
| |                            |  |  |  |  |  |  |  |  |  |  |  |  |  |  |  |
| | 11. Gisela de Borgoña      |  |  |  |  |  |  |  |  |  |  |  |  |  |  |  |
| |                            |  |  |  |  |  |  |  |  |  |  |  |  |  |  |  |
| |                            |  |  |  |  |  |  |  |  |  |  |  |  |  |  |  |
| | 1. Felipe II de Francia    |  |  |  |  |  |  |  |  |  |  |  |  |  |  |  |
| |                            |  |  |  |  |  |  |  |  |  |  |  |  |  |  |  |
| |                            |  |  |  |  |  |  |  |  |  |  |  |  |  |  |  |
| | 12. Esteban II de Blois    |  |  |  |  |  |  |  |  |  |  |  |  |  |  |  |
| |                            |  |  |  |  |  |  |  |  |  |  |  |  |  |  |  |
| |                            |  |  |  |  |  |  |  |  |  |  |  |  |  |  |  |
| | 6. Teobaldo II de Champaña |  |  |  |  |  |  |  |  |  |  |  |  |  |  |  |
| |                            |  |  |  |  |  |  |  |  |  |  |  |  |  |  |  |
| |                            |  |  |  |  |  |  |  |  |  |  |  |  |  |  |  |
| | 13. Adela de Normandía     |  |  |  |  |  |  |  |  |  |  |  |  |  |  |  |
| |                            |  |  |  |  |  |  |  |  |  |  |  |  |  |  |  |
| |                            |  |  |  |  |  |  |  |  |  |  |  |  |  |  |  |
| | 3. Adela de Champaña       |  |  |  |  |  |  |  |  |  |  |  |  |  |  |  |
| |                            |  |  |  |  |  |  |  |  |  |  |  |  |  |  |  |
| |                            |  |  |  |  |  |  |  |  |  |  |  |  |  |  |  |
| | 14. Engelberto de Carintia |  |  |  |  |  |  |  |  |  |  |  |  |  |  |  |
| |                            |  |  |  |  |  |  |  |  |  |  |  |  |  |  |  |
| |                            |  |  |  |  |  |  |  |  |  |  |  |  |  |  |  |
| | 7. Matilde de Carintia     |  |  |  |  |  |  |  |  |  |  |  |  |  |  |  |
| |                            |  |  |  |  |  |  |  |  |  |  |  |  |  |  |  |
| |                            |  |  |  |  |  |  |  |  |  |  |  |  |  |  |  |
| | 15. Uta de Passau          |  |  |  |  |  |  |  |  |  |  |  |  |  |  |  |
| |                            |  |  |  |  |  |  |  |  |  |  |  |  |  |  |  |
| |                            |  |  |  |  |  |  |  |  |  |  |  |  |  |  |  |

## Sucesión
| Predecesor: Luis VII | Rey de Francia 1180-1223 | Sucesor: Luis VIII |

- Datos: Q34428
- Multimedia: Philip II of France / Q34428